# Nicholas Negroponte

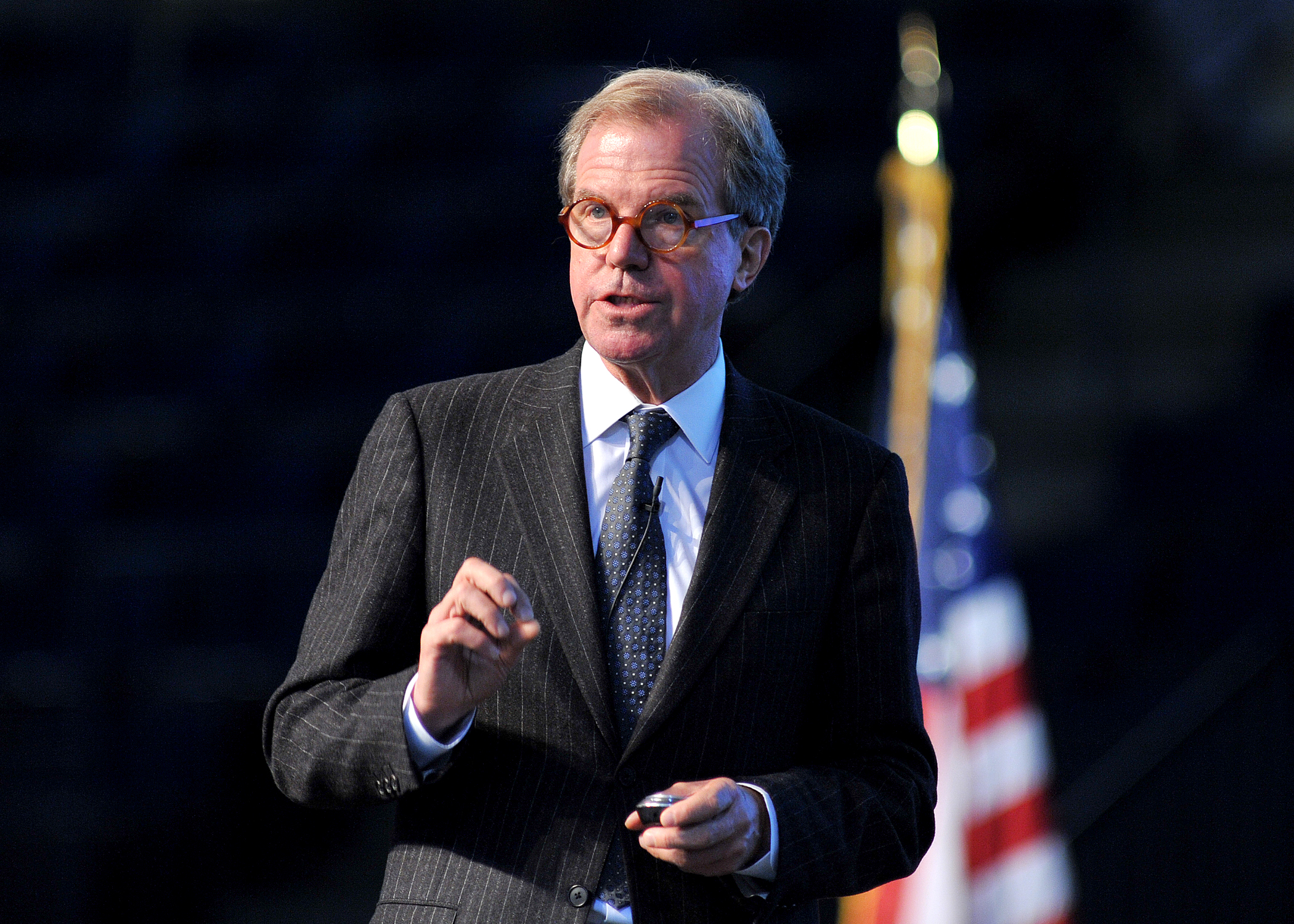
Nicholas Negroponte

Nicholas Negroponte (* 1943 in New York City) ist ein amerikanischer Informatiker und Professor am Massachusetts Institute of Technology (MIT). Er ist Mitbegründer des MIT Media Lab sowie die Galionsfigur der gemeinnützigen Initiative One Laptop per Child.
Er ist der jüngere Bruder des ehemaligen stellvertretenden US-Außenministers John Negroponte.

## Biografie
Negroponte wurde als Sohn des griechischen Schiffsreeders Dimitri John Negroponte und seiner Ehefrau Catherine Coumantaros in New Yorks Upper East Side geboren.
Er studierte am MIT, wo er sich nach seiner Graduierung auf das Themengebiet computer-aided design spezialisierte. 1966 wurde er Mitglied der Fakultät des MIT. Anschließend hielt er für mehrere Jahre neben der MIT-Professur auch solche an der Yale University, der University of Michigan und der University of California, Berkeley.
1968 war er Mitbegründer der MIT Architecture Machine Group, einer Denkfabrik, die innovative Überlegungen und neue Ansätze zum Schnittstellenproblem im Rahmen der Mensch-Computer-Interaktion hervorbrachte.
1985 schließlich gründete Negroponte das MIT Media Lab.
Durch seine innovativen Ansätze bekannt, arbeitete Negroponte unter anderem als Direktor bei Motorola, war Partner einer Risikokapitalgesellschaft im Bereich digitale Technologien für Information und Unterhaltung. Er stellte die Finanzierungsmittel für mehr als 40 Start-up-Unternehmen bereit. Seine bekannteste Finanzierung ist die des Wired-Magazines.
Aus dieser Risiko-Finanzierung entwickelte sich eine fruchtbare Zusammenarbeit. Von 1993 bis 1998 schrieb er in Wired eine monatliche Kolumne, in der er auch immer wieder sein Credo „move bits, not atoms!“ einbrachte.
Nicholas Negroponte fasste später 18 dieser Kolumnen zu einem Buch zusammen. Er veröffentlichte es 1995 unter dem Namen Being Digital (zu deutsch Total Digital). Dieses Buch wurde schon kurz nach seiner Veröffentlichung ein Bestseller. Darin betrachtete er sorgfältig die jüngere Geschichte der Informationstechnologie und gab eine sich inzwischen als korrekt herausgestellt habende Prognose, dass die interaktive Welt, die Welt des Entertainments und die Welt der Information letztendlich verschmelzen würden. Das Buch Being Digital wurde in mehr als 40 Sprachen übersetzt und war somit ein Welterfolg.
Am 23. Oktober 1998 wurde die Swatch-Internetzeit, die Negroponte entwickelte, ins Leben gerufen.
Im Jahr 2000 wurde Negroponte im Rahmen des 01-Awards der Universität der Künste Berlin zum Honorarprofessor der UdK Berlin ernannt. Die Entscheidung der Jury fiel einstimmig aus. In der Begründung für seine Ehrung wurde angeführt, dass er die bedeutendste Persönlichkeit im Bereich der Neuen Medien darstelle und einen herausragenden Beitrag zur kulturellen Entwicklung der medialen Gesellschaft geleistet habe und noch leiste. Professor Lothar Romain, Präsident der UdK Berlin und Jury-Vorsitzender, würdigte Negroponte als „Wissenschaftler, Autor, Vordenker, Professor und Visionär unserer Gesellschaft, der mit einem hohen Maß an sozialer Verantwortung und Kompetenz die Ambivalenz der globalen medialen Entwicklung nie aus dem Blickfeld verlor. In all seinen Tätigkeiten wirkt er als Katalysator, der mit einer besonderen Einstellung und schöpferischer Kraft kreative Prozesse ermöglicht.“
In den letzten Jahren erhielt Negroponte vermehrt durch das Projekt One Laptop Per Child (OLPC) große öffentliche Aufmerksamkeit. Als Vorsitzender dieser gemeinnützigen Gesellschaft gelang es ihm, zusammen mit weiteren Kollegen am MIT einen vollwertigen Laptop auf GNU/Linux-Basis für den Gebrauch in Schulen zu entwickeln (E-Learning). Damit soll das Projekt der Entwicklung der digitalen Kluft zwischen Industrie- und Schwellenländern entgegenwirken und jedem Kind den Anschluss an das digitale Zeitalter erleichtern.
Im Januar 2005 stellte Nicholas Negroponte auf dem Weltwirtschaftsforum in Davos der Öffentlichkeit das Hundred Dollar Laptop Project (HDLP) vor. Am 16. November 2005 präsentierte Negroponte gemeinsam mit UN-Generalsekretär Kofi Annan auf dem Weltgipfel zur Informationsgesellschaft erste Exemplare des 100-Dollar-Laptops. Der ursprünglich avisierte Preis von 100 US-Dollar konnte jedoch bislang nicht erreicht werden. Zum Start der Großserienproduktion lag er bei 188 US-Dollar.
Seit 2006 widmet sich Nicholas Negroponte verstärkt der Fortführung des 100-Dollar-Laptop-Projektes. Er bezeichnet es als eines der wichtigsten Projekte des digitalen Zeitalters.

## Werke
- Being Digital. Knopf, New York 1995, ISBN 0-340-64930-5
- Total Digital. Die Welt zwischen 0 und 1 oder die Zukunft der Kommunikation. München 1997. ISBN 3570122018.